# Coppa Italia 1937-1938
La Coppa Italia 1937-1938 fu la 5ª edizione del torneo calcistico. Iniziò il 5 settembre 1937 e si concluse l'8 maggio 1938.

## Avvenimenti
È l'anno della prima doppia finale, con andata e ritorno, e della prima vittoria della Juventus nella competizione. Il trofeo giunge nella bacheca bianconera dopo un torneo che aveva trovato le sue sorprese negli exploit del Pontedera e, soprattutto, della S.I.A.I. di Sesto Calende, entrambe provenienti dalla Serie C: i toscani, nei sedicesimi, si erano arresi solamente dopo i tempi supplementari alla Roma, mentre i lombardi si erano spinti addirittura fino agli ottavi, dove erano stati estromessi dal Torino. Proprio i granata, che fino alle semifinali non incontrarono compagini di Serie A (nei quarti eliminarono l'ultima squadra di B ad arrendersi, il Brescia), approdarono in finale contro la Juventus, che aveva superato nell'ordine L'Aquila, Alessandria, Atalanta e, nelle semifinali (caratterizzate da un doppio scontro Milano-Torino), l'Ambrosiana-Inter che, tre giorni dopo, avrebbe vinto lo scudetto. Il Torino faticò contro il Milan e, costretto dal 2-2 alla ripetizione della gara, non resse l'ulteriore fatica del doppio derby, consegnando ai bianconeri la loro prima coppa.

## Squadre partecipanti
Di seguito l'elenco delle squadre partecipanti, ossia tutti i membri del Direttorio Divisioni Superiori.

### Serie A
| - Ambrosiana-Inter - Atalanta - Bari - Bologna | - Fiorentina - Genova 1893 - Juventus - Lazio | - Liguria - Livorno - Lucchese - Milan | - Napoli - Roma - Torino - Triestina |

### Serie B
| - Alessandria - Anconitana-Bianchi - Brescia - Cremonese - Messina | - Modena - Novara - Padova - Palermo | - Pisa - Pro Vercelli - Sanremese - Spezia | - Taranto - Venezia - Verona - Vigevano |

### Serie C
| - Acqui - Alfa Romeo - Fano - Ampelea - Andrea Doria - Aquila - Asti - Audace SME - Baracca Lugo - Bagnolese - Biellese - Cagliari - Carpi - Casale - Catania - Catanzarese - Civitavecchiese - Cosenza - Crema - Cusiana | - Derthona - Empoli - Entella - Falck - Fanfulla - Ferroviario Catania - Fiumana - Foggia - Forlì - Forlimpopoli - Galbani - Gallaratese - Grion Pola - Grosseto - Imperia - Isotta Fraschini - Jesi - Lecce - Lecco - Legnano | - Libertas Rimini - Macerata - Manfredonia - Manlio Cavagnaro - Mantova - Marzotto Valdagno - MATER - Monza - Padova - Parma - Pavese Luigi Belli - Piacenza - Pinerolo - Pistoiese - Pontedera - Ponziana - Potenza - Prato - Pro Gorizia - Pro Patria | - Ravenna - Reggiana - Rovigo - SAFFA Fucecchio - Salernitana - Savona - Sempre Avanti! - Seregno - SIAI Marchetti - Siena - Signe - SIME Popoli - SPAL - Stabia - Treviso - Udinese - Vado - Varese - Vezio Parducci Viareggio - Vicenza |

## Date
| Fase        | Turno          | Andata                        |
| ----------- | -------------- | ----------------------------- |
| Preliminari | Qualificazioni | 5 settembre 1937              |
| Preliminari | 1º turno       | 12 - 19 settembre 1937        |
| Preliminari | 2º turno       | 31 ottobre - 1º novembre 1937 |
| Preliminari | 3º turno       | 4 novembre 1937               |
| Fase Finale | Sedicesimi     | 5 - 8 dicembre 1937           |
| Fase Finale | Ottavi         | 26 dicembre 1937              |
| Fase Finale | Quarti         | 6 gennaio - 23 marzo 1938     |
| Fase Finale | Semifinali     | 21 aprile 1938                |
| Fase Finale | Finali         | 1° - 8 maggio 1938            |

## Calendario

### Qualificazioni
In questa fase trentaquattro squadre furono sorteggiate per effettuare un turno di qualificazione. I turni di Serie C vennero impostati su griglie geografiche come l'anno precedente.
| Squadra 1          | Risultato    | Squadra 2           |
| ------------------ | ------------ | ------------------- |
| 5 settembre 1937   |              |                     |
| Casale             | 5 – 1        | Derthona            |
| Catanzarese        | 2 – 0 (tav.) | Ferroviario Catania |
| Civitavecchia      | 1 – 2        | MATER               |
| Cusiana            | 4 – 2        | Gallaratese         |
| Fanfulla           | 1 – 0        | Alfa Romeo          |
| Fiumana            | 3 – 0        | Grion Pola          |
| Grosseto           | 3 – 3 (dts)  | Siena               |
| Aquila             | 1 – 0 (dts)  | SIME Popoli         |
| Mantova            | 1 – 2        | Audace San Michele  |
| Pavese Luigi Belli | 3 – 4        | Vigevano            |
| Piacenza           | 2 – 1        | Galbani Melzo       |
| Pontedera          | 4 – 2        | SAFFA Fucecchio     |
| Potenza            | 2 – 0        | Manfredonia         |
| Ravenna            | 4 – 2        | Alma Juventus Fano  |
| Rovigo             | 2 – 0        | Forlimpopoli        |
| Savona             | 3 – 1        | Pontedecimo         |
| 12 settembre 1937  |              |                     |
| Lecco              | 1 – 0        | Isotta Fraschini    |
| Siena              | 1 – 0        | Grosseto            |

### Primo turno eliminatorio
| Squadra 1          | Risultato    | Squadra 2                |
| ------------------ | ------------ | ------------------------ |
| 12 settembre 1937  |              |                          |
| Asti               | 3 – 0        | Cusiana                  |
| 18 settembre 1937  |              |                          |
| Bagnolese          | 4 – 4 (dts)  | Aquila                   |
| 19 settembre 1937  |              |                          |
| Acqui              | 3 – 2 (dts)  | Pinerolo                 |
| Audace San Michele | 2 – 1        | Rovigo                   |
| Biellese           | 4 – 2        | Casale                   |
| Cagliari           | 1 – 1 (dts)  | MATER                    |
| Catanzarese        | 0 – 2 (tav.) | Catania                  |
| Manlio Cavagnaro   | 1 – 2        | Savona                   |
| Cosenza            | 0 – 2        | Salernitana              |
| Fiumana            | 2 – 3        | Ampelea                  |
| Forlì              | 1 – 1 (dts)  | Carpi                    |
| Imperia            | 1 – 2 (dts)  | Andrea Doria             |
| Lecce              | 2 – 1        | Stabia                   |
| Marzotto Valdagno  | 3 – 0        | Udinese                  |
| Parma              | 0 – 2        | Piacenza                 |
| Sempre Avanti!     | 2 – 0 (tav.) | Vezio Parducci Viareggio |
| Pistoiese          | 0 – 2 (tav.) | Empoli                   |
| Ponziana           | 3 – 0        | Pro Gorizia              |
| Potenza            | 3 – 2        | Foggia                   |
| Prato              | 3 – 0        | Siena                    |
| Pro Patria         | 4 – 2        | Monza                    |
| Signe              | 1 – 2        | Pontedera                |
| Ravenna            | 3 – 2        | Jesi                     |
| Reggiana           | 1 – 0        | Fanfulla                 |
| Libertas Rimini    | 3 – 1        | Macerata                 |
| Seregno            | 3 – 1        | Falck                    |
| SPAL               | 3 – 1        | Baracca Lugo             |
| Vado               | 2 – 0        | Entella                  |
| Varese             | 2 – 1        | Crema                    |
| Vicenza            | 2 – 0        | Treviso                  |
| 5 ottobre 1937     |              |                          |
| MATER              | 4 – 0        | Cagliari                 |
| 28 ottobre 1937    |              |                          |
| Aquila             | 3 – 0        | Bagnolese                |
| Carpi              | 3 – 0        | Forlì                    |
| Legnano            | 1 – 2        | SIAI Marchetti           |
| Vigevano           | 5 – 3        | Lecco                    |

### Secondo turno eliminatorio
Fu aggiunto il Vigevano dalla B.
| Squadra 1        | Risultato   | Squadra 2          |
| ---------------- | ----------- | ------------------ |
| 31 ottobre 1937  |             |                    |
| Ampelea          | 0 – 2       | Ponziana           |
| Asti             | 2 – 4       | Acqui              |
| Biellese         | 3 – 1 (dts) | Andrea Doria       |
| Carpi            | 0 – 1       | Reggiana           |
| Catania          | 3 – 1       | Potenza            |
| Aquila           | 1 – 0       | MATER              |
| Piacenza         | 0 – 1       | SIAI Marchetti     |
| Pontedera        | 4 – 3       | Empoli             |
| Prato            | 4 – 1       | Sempre Avanti!     |
| Pro Patria       | 4 – 0       | Seregno            |
| Libertas Rimini  | 5 – 2 (dts) | Ravenna            |
| Salernitana      | 2 – 0       | Lecce              |
| SPAL             | 3 – 1       | Marzotto Valdagno  |
| Vicenza          | 2– 1        | Audace San Michele |
| Vigevano         | 0 – 1       | Varese             |
| 1º novembre 1937 |             |                    |
| Savona           | 3 – 2 (dts) | Vado               |

### Terzo turno eliminatorio
Entrarono in gioco tutti i club di Serie B.
| Squadra 1          | Risultato   | Squadra 2       |
| ------------------ | ----------- | --------------- |
| 4 novembre 1937    |             |                 |
| Anconitana-Bianchi | 3 – 0       | Messina         |
| Biellese           | 0 – 4       | Brescia         |
| Modena             | 8 – 0       | Libertas Rimini |
| Novara             | 6 – 1       | Pro Patria      |
| Palermo            | 4 – 1       | Catania         |
| Pontedera          | 4 – 3       | Pisa            |
| Prato              | 1 – 3       | Aquila          |
| Pro Vercelli       | 1 – 2       | Alessandria     |
| Salernitana        | 2 – 2 (dts) | Taranto         |
| Savona             | 5 – 2       | Acqui           |
| SIAI Marchetti     | 2 – 1 (dts) | Reggiana        |
| SPAL               | 1 – 0       | Padova          |
| Spezia             | 2 – 1       | Sanremese       |
| Varese             | 4 – 2       | Cremonese       |
| Venezia            | 3 – 1       | Ponziana        |
| Vicenza            | 2 – 0       | Verona          |
| 11 novembre 1937   |             |                 |
| Taranto            | 3 - 0       | Salernitana     |

## Fase a eliminazione
|  | Sedicesimi di finale | Sedicesimi di finale | Sedicesimi di finale |  |  | Ottavi di finale | Ottavi di finale | Ottavi di finale |                  |   | Quarti di finale | Quarti di finale | Quarti di finale |                  |       | Semifinali | Semifinali | Semifinali |        |   | Finale | Finale | Finale | Finale | Finale |  |
|  |                      |                      |                      |  |  |                  |                  |                  |                  |   |                  |                  |                  |                  |       |            |            |            |        |   |        |        |        |        |        |  |
|  | Juventus             | Juventus             | 4                    |  |  |                  |                  |                  |                  |   |                  |                  |                  |                  |       |            |            |            |        |   |        |        |        |        |        |  |
|  | Aquila               | Aquila               | 1                    |  |  | Juventus         | Juventus         | 1                |                  |   |                  |                  |                  |                  |       |            |            |            |        |   |        |        |        |        |        |  |
|  | Novara               | Novara               | 1 (0)                |  |  | Alessandria      | Alessandria      | 0                |                  |   |                  |                  |                  |                  |       |            |            |            |        |   |        |        |        |        |        |  |
|  | Alessandria          | Alessandria          | 1 (2)                |  |  |                  |                  |                  |                  |   | Juventus         | Juventus         | 6                |                  |       |            |            |            |        |   |        |        |        |        |        |  |
|  | Venezia              | Venezia              | 2                    |  |  |                  |                  | Atalanta         | Atalanta         | 0 |                  |                  |                  |                  |       |            |            |            |        |   |        |        |        |        |        |  |
|  | Triestina            | Triestina            | 1                    |  |  | Venezia          | Venezia          | 1 (1)            |                  |   |                  |                  |                  |                  |       |            |            |            |        |   |        |        |        |        |        |  |
|  | Atalanta             | Atalanta             | 3                    |  |  | Atalanta         | Atalanta         | 1 (2)            |                  |   |                  |                  |                  |                  |       |            |            |            |        |   |        |        |        |        |        |  |
|  | Livorno              | Livorno              | 0                    |  |  |                  |                  |                  |                  |   | Juventus         | Juventus         | 2                |                  |       |            |            |            |        |   |        |        |        |        |        |  |
|  | Napoli               | Napoli               | 2                    |  |  |                  |                  |                  |                  |   |                  |                  | Ambrosiana-Inter | Ambrosiana-Inter | 0     |            |            |            |        |   |        |        |        |        |        |  |
|  | Palermo              | Palermo              | 0                    |  |  | Napoli           | Napoli           | 4                |                  |   |                  |                  |                  |                  |       |            |            |            |        |   |        |        |        |        |        |  |
|  | Pontedera            | Pontedera            | 1                    |  |  | Roma             | Roma             | 2                |                  |   |                  |                  |                  |                  |       |            |            |            |        |   |        |        |        |        |        |  |
|  | Roma                 | Roma                 | 3                    |  |  |                  |                  |                  |                  |   | Napoli           | Napoli           | 0                |                  |       |            |            |            |        |   |        |        |        |        |        |  |
|  | Ambrosiana-Inter     | Ambrosiana-Inter     | 5                    |  |  |                  |                  | Ambrosiana-Inter | Ambrosiana-Inter | 2 |                  |                  |                  |                  |       |            |            |            |        |   |        |        |        |        |        |  |
|  | Vicenza              | Vicenza              | 2                    |  |  | Ambrosiana-Inter | Ambrosiana-Inter | 5                |                  |   |                  |                  |                  |                  |       |            |            |            |        |   |        |        |        |        |        |  |
|  | Anconitana-Bianchi   | Anconitana-Bianchi   | 3                    |  |  | Bari             | Bari             | 1                |                  |   |                  |                  |                  |                  |       |            |            |            |        |   |        |        |        |        |        |  |
|  | Bari                 | Bari                 | 5                    |  |  |                  |                  |                  |                  |   | Juventus         | Juventus         | 3                | 2                | 5     |            |            |            |        |   |        |        |        |        |        |  |
|  | Liguria              | Liguria              | 1 (3)                |  |  |                  |                  |                  |                  |   |                  |                  |                  |                  |       |            |            | Torino     | Torino | 1 | 1      | 2      |        |        |        |  |
|  | Fiorentina           | Fiorentina           | 1 (2)                |  |  | Liguria          | Liguria          | 0 (0)            |                  |   |                  |                  |                  |                  |       |            |            |            |        |   |        |        |        |        |        |  |
|  | Varese               | Varese               | 0                    |  |  | Milan            | Milan            | 0 (3)            |                  |   |                  |                  |                  |                  |       |            |            |            |        |   |        |        |        |        |        |  |
|  | Milan                | Milan                | 2                    |  |  |                  |                  |                  |                  |   | Milan            | Milan            | 2                |                  |       |            |            |            |        |   |        |        |        |        |        |  |
|  | Bologna              | Bologna              | 4                    |  |  |                  |                  | Bologna          | Bologna          | 0 |                  |                  |                  |                  |       |            |            |            |        |   |        |        |        |        |        |  |
|  | Taranto              | Taranto              | 1                    |  |  | Bologna          | Bologna          | 4                |                  |   |                  |                  |                  |                  |       |            |            |            |        |   |        |        |        |        |        |  |
|  | SPAL                 | SPAL                 | 1                    |  |  | SPAL             | SPAL             | 1                |                  |   |                  |                  |                  |                  |       |            |            |            |        |   |        |        |        |        |        |  |
|  | Lucchese             | Lucchese             | 0                    |  |  |                  |                  |                  |                  |   | Milan            | Milan            | 2 (2)            |                  |       |            |            |            |        |   |        |        |        |        |        |  |
|  | Lazio                | Lazio                | 0                    |  |  |                  |                  |                  |                  |   |                  |                  | Torino           | Torino           | 2 (3) |            |            |            |        |   |        |        |        |        |        |  |
|  | Brescia              | Brescia              | 1                    |  |  | Brescia          | Brescia          | 3                |                  |   |                  |                  |                  |                  |       |            |            |            |        |   |        |        |        |        |        |  |
|  | Savona               | Savona               | 2                    |  |  | Genova 1893      | Genova 1893      | 1                |                  |   |                  |                  |                  |                  |       |            |            |            |        |   |        |        |        |        |        |  |
|  | Genova 1893          | Genova 1893          | 3                    |  |  |                  |                  |                  |                  |   | Brescia          | Brescia          | 2                |                  |       |            |            |            |        |   |        |        |        |        |        |  |
|  | Modena               | Modena               | 2                    |  |  |                  |                  | Torino           | Torino           | 2 |                  |                  |                  |                  |       |            |            |            |        |   |        |        |        |        |        |  |
|  | SIAI Marchetti       | SIAI Marchetti       | 3                    |  |  | SIAI Marchetti   | SIAI Marchetti   | 0                |                  |   |                  |                  |                  |                  |       |            |            |            |        |   |        |        |        |        |        |  |
|  | Spezia               | Spezia               | 2                    |  |  | Torino           | Torino           | 1                |                  |   |                  |                  |                  |                  |       |            |            |            |        |   |        |        |        |        |        |  |
|  | Torino               | Torino               | 4                    |  |  |                  |                  |                  |                  |   |                  |                  |                  |                  |       |            |            |            |        |   |        |        |        |        |        |  |

### Sedicesimi di finale
In questo turno entrarono anche le 16 squadre di Serie A.
| Arbitro: | Galeati (Bologna) |

|                             |           |  |
| Savio 5’, 18’ Cominelli 44’ | Marcatori |  |

| Arbitro: | Bevilacqua (Viareggio) |

|            |           |               |
| Romano 47’ | Marcatori | 44’ Massiglia |

| Arbitro: | Candela (Genova) |

|                        |           |  |
| Riccardi 13’ Prato 60’ | Marcatori |  |

| Arbitro: | Sorbi (Genova) |

|                          |           |                                                      |
| Bruscantini 4’, 12’, 62’ | Marcatori | 46’, 85’ Cason 80’ (rig.) Grossi 91’ Duè 102’ Icardi |

| Arbitro: | Pirovano (Monza) |

|           |           |           |
| Crola 62’ | Marcatori | 14’ Conti |

| Arbitro: | Gnocchini (Ancona) |

|  |           |                  |
|  | Marcatori | 31’, 67’ Moretti |

| Arbitro: | Forni (Trento) |

|                  |           |  |
| Poggipollini 48’ | Marcatori |  |

| Arbitro: | Mazzarini (Roma) |

|                              |           |                                             |
| Fusco 15’ Benassi 90’ (rig.) | Marcatori | 14’ Ferrero 23’, 25’ Rossetti 65’ Buscaglia |

| Modena 5 dicembre 1937 Sedicesimi di finale                                                         | Modena    | 2 – 3 referto                            | SIAI Marchetti | Stadio Cesare Marzani |
| \| \| \| \| \| Sentimenti 49’ Righi 52’ \| Marcatori \| 2’ Marcora 56’ (aut.) Marini 102’ Miglio \| |           |                                          |                |                       |
| |           |                                          |                |                       |
| Sentimenti 49’ Righi 52’                                                                            | Marcatori | 2’ Marcora 56’ (aut.) Marini 102’ Miglio |                |                       |

| Arbitro: | Bertolio (Torino) |

|                           |           |                     |
| Baldinotti 29’ Chinol 62’ | Marcatori | 69’ (rig.) Trevisan |

| Arbitro: | Cardinali (Milano) |

|                                           |           |             |
| Borel 47’ (rig.), 62’ Monti 76’ Dante 80’ | Marcatori | 5’ Battioni |

| Arbitro: | Barbieri (Genova) |

|               |           |                                            |
| Balzarini 30’ | Marcatori | 57’ De Grassi 100’ Borsetti 113’ Michelini |

| Arbitro: | Rosso (Torino) |

|                                     |           |                     |
| Meazza 10’, 30’, 60’, 88’ Colli 65’ | Marcatori | 40’ Menti 74’ Rossi |

| Arbitro: | Coletti (Treviso) |

|                                          |           |          |
| Reguzzoni 12’ Fedullo 73’, 78’ Maini 86’ | Marcatori | 80’ Tosi |

| Arbitro: | Mazza (Torre del Greco) |

|  |           |              |
|  | Marcatori | 51’ Zuccotti |

| Arbitro: | Pizziolo (Firenze) |

|                           |           |                                      |
| Levratto 34’ Caviglia 42’ | Marcatori | 36’ Marchionneschi 70’, 82’ Servetti |

| Arbitro: | Soliani (Genova) |

|                       |           |  |
| Torti 23’ Robotti 80’ | Marcatori |  |

| Arbitro: | Zelocchi (Modena) |

|                |           |                             |
| Viani 49’, 65’ | Marcatori | 59’, 60’ Zanni 110’ Peretti |

#### Tabella riassuntiva
| Squadra 1          | Risultato   | Squadra 2         |
| ------------------ | ----------- | ----------------- |
| 5 dicembre 1937    |             |                   |
| Atalanta           | 3 - 0       | Livorno           |
| Novara             | 1 - 1 (dts) | Alessandria       |
| Napoli             | 2 - 0       | Palermo           |
| Anconitana-Bianchi | 3 - 5 (dts) | Bari              |
| Liguria            | 1 - 1 (dts) | Fiorentina        |
| Varese             | 0 - 2       | Milan             |
| SPAL               | 1 - 0       | Lucchese Libertas |
| Spezia             | 2 - 4       | Torino            |
| Modena             | 2 - 3       | SIAI Marchetti    |
| 8 dicembre 1937    |             |                   |
| Venezia            | 2 - 1       | Triestina         |
| Juventus           | 4 - 1       | Aquila            |
| Pontedera          | 1 - 3 (dts) | Roma              |
| Ambrosiana-Inter   | 5 - 2       | Vicenza           |
| Bologna            | 4 - 1       | Taranto           |
| Lazio              | 0 - 1       | Brescia           |
| Savona             | 2 - 3       | Genova 1893       |
| Alessandria        | 2 - 0       | Novara            |
| Fiorentina         | 2 - 3 (dts) | Liguria           |

### Ottavi di finale
| Arbitro: | Ceccherini (Como) |

|               |           |                |
| Simonetti 24’ | Marcatori | 70’ Baldinotti |

| Arbitro: | Mastellari (Bologna) |

|            |           |  |
| Tomasi 15’ | Marcatori |  |

| Arbitro: | Scorzoni (Bologna) |

|                                                    |           |                           |
| Rocco 18’ Mian 63’ Biagi 98’ Buscaglia 100’ (rig.) | Marcatori | 1’ Borsetti 60’ Michelini |

| Arbitro: | Moretti (Genova) |

|                                              |           |         |
| Meazza 4’, 24’, 29’ (rig.) Ferraris 59’, 70’ | Marcatori | 46’ Duè |

| Genova 26 dicembre 1937 Ottavi di finale | Liguria            | 0 – 0 (d.t.s.) referto | Milan | Stadio del Littorio (5 000 spett.)\| Arbitro: \| Pizziolo (Firenze) \| |
| Arbitro:                                 | Pizziolo (Firenze) |                        |       |                                                                        |

| Arbitro: | Fois (Roma) |

|                                                |           |                  |
| Maini 8’, 44’ Reguzzoni 72’ (rig.) Sansone 87’ | Marcatori | 59’ Poggipollini |

| Arbitro: | Dellarole (Vercelli) |

|  |           |               |
|  | Marcatori | 104’ Rossetti |

| Arbitro: | Bertolio (Torino) |

|                             |           |                |
| Dusi 64’, 104’ Zuccotti 97’ | Marcatori | 43’ Scarabello |

| Arbitro: | Bertolio (Torino) |

|                                  |           |  |
| Moretti 28’ (rig.) Loik 40’, 77’ | Marcatori |  |

| Arbitro: | Bevilacqua (Viareggio) |

|                          |           |            |
| Guidi 17’ Fornasaris 78’ | Marcatori | 89’ Chinol |

#### Tabella riassuntiva
| Squadra 1        | Risultato   | Squadra 2   |
| ---------------- | ----------- | ----------- |
| 26 dicembre 1937 |             |             |
| Venezia          | 1 - 1 (dts) | Atalanta    |
| Juventus         | 1 - 0       | Alessandria |
| Napoli           | 4 - 2 (dts) | Roma        |
| Ambrosiana-Inter | 5 - 1       | Bari        |
| Liguria          | 0 - 0 (dts) | Milan       |
| Bologna          | 4 - 1       | SPAL        |
| SIAI Marchetti   | 0 - 1 (dts) | Torino      |
| Brescia          | 3 - 1 (dts) | Genova 1893 |
| 29 dicembre 1937 |             |             |
| Milan            | 3 - 0       | Liguria     |
| 30 dicembre 1937 |             |             |
| Atalanta         | 2 - 1       | Venezia     |

### Quarti di finale
| Arbitro: | Mazza (Torre del Greco) |

|                                                                 |           |  |
| De Filippis 9’, 71’ Varglien 26’ F.Borel 66’, 87’ A.G.Borel 69’ | Marcatori |  |

| Arbitro: | Zelocchi (Modena) |

|  |           |                       |
|  | Marcatori | 11’ Meazza 21’ Frossi |

| Arbitro: | Mazzarini (Roma) |

|                           |           |                                                |
| Zuccotti 63’ Raffaini 84’ | Marcatori | 26’, 51’ Citterio 30’, 34’, 35’ Palumbo 76’ Bo |

| Arbitro: | Mazza (Torre del Greco) |

|                         |           |  |
| Moretti 14’, 76’ (rig.) | Marcatori |  |

#### Tabella riassuntiva
| Squadra 1      | Risultato | Squadra 2        |
| -------------- | --------- | ---------------- |
| 6 gennaio 1938 |           |                  |
| Juventus       | 6 - 0     | Atalanta         |
| Napoli         | 0 - 2     | Ambrosiana-Inter |
| Brescia        | 2 - 6     | Torino           |
| 23 marzo 1938  |           |                  |
| Milan          | 2 - 0     | Bologna          |

### Semifinali
| Arbitro: | Ciamberlini (Genova) |

|                            |           |  |
| Tomasi 37’ Foni 86’ (rig.) | Marcatori |  |

| Arbitro: | Dattilo (Roma) |

|                          |           |                  |
| Boffi 63’ Gianesello 90’ | Marcatori | 10’ Baldi 84’ Bo |

| Arbitro: | Galeati (Bologna) |

|                                          |           |                |
| D'Odorico 37’ Buscaglia 51’ Cadario 118’ | Marcatori | 58’, 69’ Boffi |

#### Tabella riassuntiva
| Squadra 1      | Risultato   | Squadra 2        |
| -------------- | ----------- | ---------------- |
| 21 aprile 1938 |             |                  |
| Juventus       | 2 - 0       | Ambrosiana-Inter |
| Milan          | 2 - 2       | Torino           |
| 28 aprile 1938 |             |                  |
| Torino         | 3 - 2 (dts) | Milan            |

### Finale

#### Andata
| Arbitro: | Mastellari (Bologna) |

|               |           |                                  |
| D'Odorico 35’ | Marcatori | 24’, 85’ Bellini 72’ De Filippis |

| Torino | Juventus |

| Torino        |                  |
|               |                  |
| P             | Giuseppe Maina   |
| D             | Luigi Brunella   |
| D             | Osvaldo Ferrini  |
| C             | Aldo Cadario     |
| C             | Giacinto Ellena  |
| C             | Bruno Neri       |
| A             | Mario Bo         |
| A             | Cesare Gallea    |
| A             | Fioravante Baldi |
| A             | Pietro Buscaglia |
| A             | Walter D'Odorico |
| Allenatore:   |                  |
| Mario Sperone |                  |

| Juventus         |                      |
|                  |                      |
| P                | Alfredo Bodoira      |
| D                | Alfredo Foni         |
| D                | Pietro Rava          |
| C                | Teobaldo Depetrini   |
| C                | Luis Monti           |
| C                | Mario Varglien       |
| A                | Savino Bellini       |
| A                | Lodovico De Filippis |
| A                | Guglielmo Gabetto    |
| A                | Ernesto Tomasi       |
| A                | Aldo Giuseppe Borel  |
| Allenatore:      |                      |
| Virginio Rosetta |                      |

#### Ritorno
| Arbitro: | Mastellari (Bologna) |

|                  |           |               |
| Gabetto 28’, 38’ | Marcatori | 20’ Baldi III |

| Juventus | Torino |

| Juventus         |                      |
|                  |                      |
| P                | Alfredo Bodoira      |
| D                | Alfredo Foni         |
| D                | Pietro Rava          |
| C                | Teobaldo Depetrini   |
| C                | Luis Monti           |
| C                | Mario Varglien       |
| A                | Savino Bellini       |
| A                | Lodovico De Filippis |
| A                | Guglielmo Gabetto    |
| A                | Ernesto Tomasi       |
| A                | Aldo Giuseppe Borel  |
| Allenatore:      |                      |
| Virginio Rosetta |                      |

| Torino        |                  |
|               |                  |
| P             | Giuseppe Maina   |
| D             | Luigi Brunella   |
| D             | Osvaldo Ferrini  |
| C             | Aldo Cadario     |
| C             | Giacinto Ellena  |
| C             | Bruno Neri       |
| A             | Mario Bo         |
| A             | Raf Vallone      |
| A             | Fioravante Baldi |
| A             | Pietro Buscaglia |
| A             | Walter D'Odorico |
| Allenatore:   |                  |
| Mario Sperone |                  |

#### Tabella riassuntiva
| Squadra 1 | Totale | Squadra 2 | Andata | Ritorno |
| --------- | ------ | --------- | ------ | ------- |
| Torino    | 2 - 5  | Juventus  | 1 - 3  | 1 - 2   |

## Record
- Maggior numero di partite giocate: Torino (7)
- Maggior numero di vittorie: Juventus (6)
- Maggior numero di vittorie in trasferta: SIAI Marchetti, Torino (3)
- Miglior attacco: Genova 1893 (17)
- Partita con maggiore scarto di reti: Modena - Libertas Rimini 8 - 0 (8)
- Partita con più reti: US Bagnolese - Aquila 4 - 4, Vigevano - Lecco 5 - 3, Modena - Libertas Rimini 8 - 0, Anconitana-Bianchi - Bari 3 - 5, Brescia - Torino 2 - 6
- Totale gol segnati: 445
- Media gol partita: 3,6
- Incontri disputati: 123

## Classifica marcatori
| Gol | Rigori |  | Giocatore          | Squadra            |
| --- | ------ |  | ------------------ | ------------------ |
| 8   | 1      |  | Giuseppe Meazza    | Ambrosiana-Inter   |
| 6   |        |  | Luigi Lessi        | Aquila             |
| 5   |        |  | Nicola Bruscantini | Anconitana-Bianchi |
| 5   | 2      |  | Giovanni Moretti   | Milan              |
| 6   |        |  | Luigi Uneddu       | Vigevano           |